# Víctor Díaz Miguel
Víctor David Díaz Miguel (Siviglia, 12 giugno 1988) è un ex calciatore spagnolo, di ruolo difensore.

## Caratteristiche tecniche
È un terzino destro.

## Carriera

### Club
È cresciuto nelle giovanili del Siviglia.

### Nazionale
Ha giocato nella nazionale spagnola Under-19.

## Statistiche

### Presenze e reti nei club
Statistiche aggiornate al 6 aprile 2021.
| Stagione                 | Squadra                  | Campionato               | Campionato | Campionato | Coppe nazionali | Coppe nazionali | Coppe nazionali | Coppe continentali | Coppe continentali | Coppe continentali | Altre coppe | Altre coppe | Altre coppe | Totale | Totale | Totale |
| Stagione                 | Squadra                  | Comp                     | Pres       | Reti       | Comp            | Pres            | Reti            | Comp               | Pres               | Reti               | Comp        | Pres        | Reti        | Pres   | Reti   |        |
| ------------------------ | ------------------------ | ------------------------ | ---------- | ---------- | --------------- | --------------- | --------------- | ------------------ | ------------------ | ------------------ | ----------- | ----------- | ----------- | ------ | ------ | ------ |
| 2006-2007                | Siviglia Atlético        | SDB                      | 6          | 0          |                 | -               | -               |                    | -                  | -                  |             | -           | -           | 6      | 0      |        |
| 2007-2008                | Siviglia Atlético        | SD                       | 17         | 0          |                 | -               | -               |                    | -                  | -                  |             | -           | -           | 17     | 0      |        |
| 2008-2009                | Siviglia Atlético        | SD                       | 19         | 0          |                 | -               | -               |                    | -                  | -                  |             | -           | -           | 19     | 0      |        |
| 2009-2010                | Siviglia Atlético        | SDB                      | 28         | 1          |                 | -               | -               |                    | -                  | -                  |             | -           | -           | 28     | 1      |        |
| Totale Siviglia Atlético | Totale Siviglia Atlético | Totale Siviglia Atlético | 70         | 1          |                 | -               | -               |                    | -                  | -                  |             | -           | -           | 70     | 1      |        |
| 2010-2011                | Real Oviedo              | SDB                      | 34         | 2          | CR              | 2               | 0               |                    | -                  | -                  |             | -           | -           | 36     | 2      |        |
| 2011-2012                | Celta Vigo B             | SDB                      | 32         | 1          |                 | -               | -               |                    | -                  | -                  |             | -           | -           | 32     | 1      |        |
| 2012-2013                | Lugo                     | SD                       | 31         | 3          | CR              | 1               | 0               |                    | -                  | -                  |             | -           | -           | 32     | 3      |        |
| 2013-2014                | Lugo                     | SD                       | 21         | 2          | CR              | 2               | 0               |                    | -                  | -                  |             | -           | -           | 23     | 2      |        |
| Totale Lugo              | Totale Lugo              | Totale Lugo              | 52         | 5          |                 | 3               | 0               |                    | -                  | -                  |             | -           | -           | 55     | 5      |        |
| 2014-2015                | Recreativo Huelva        | SD                       | 37         | 2          | CR              | 2               | 1               |                    | -                  | -                  |             | -           | -           | 39     | 3      |        |
| 2015-2016                | Leganés                  | SD                       | 39         | 1          | CR              | 1               | 0               |                    | -                  | -                  |             | -           | -           | 40     | 1      |        |
| 2016-2017                | Leganés                  | PD                       | 23         | 1          | CR              | 2               | 0               |                    | -                  | -                  |             | -           | -           | 25     | 1      |        |
| Totale Leganés           | Totale Leganés           | Totale Leganés           | 62         | 2          |                 | 3               | 0               |                    | -                  | -                  |             | -           | -           | 65     | 2      |        |
| 2017-2018                | Granada                  | SD                       | 38         | 1          | CR              | 0               | 0               |                    | -                  | -                  |             | -           | -           | 38     | 1      |        |
| 2018-2019                | Granada                  | SD                       | 38         | 2          | CR              | 1               | 0               |                    | -                  | -                  |             | -           | -           | 39     | 2      |        |
| 2019-2020                | Granada                  | PD                       | 36         | 1          | CR              | 4               | 0               |                    | -                  | -                  |             | -           | -           | 40     | 1      |        |
| 2020-2021                | Granada                  | PD                       | 10         | 0          | CR              | 2               | 0               | UEL                | 7                  | 0                  |             | -           | -           | 19     | 0      |        |
| Totale Granada           | Totale Granada           | Totale Granada           | 122        | 4          |                 | 7               | 0               |                    | 7                  | 0                  |             | -           | -           | 136    | 4      |        |
| Totale Carriera          | Totale Carriera          | Totale Carriera          | 409        | 17         |                 | 17              | 1               |                    | 7                  | 0                  |             | -           | -           | 433    | 18     |        |

## Palmarès

### Club

#### Competizioni nazionali
- Segunda División: 1

Granada: 2022-2023

### Nazionale
- Campionato d'Europa Under-19: 1

Austria 2007